# Okami
Ōkami is een door Clover Studio ontwikkeld computerspel voor de PlayStation 2. Het maakt gebruik van cel-shaded graphics en is zeer populair in Japan. Het draait om de Japanse godin, Amaterasu die in het spel de vorm van een witte wolf aanneemt. Het is in Japan op 20 april 2006, en in Noord-Amerika op 19 september 2006 uitgebracht. Het spel is op 9 februari 2007 in Europa uitgebracht.
Een port voor de Wii is ontwikkeld door Ready at Dawn en is op 15 april 2008 uitgebracht in Noord-Amerika, op 12 juni 2008 in Australië, op 13 juni 2008 in Europa en op 15 oktober 2009 in Japan. In 2012 werd Okami HD uitgebracht op de PlayStation 3, buiten Japan alleen via het PlayStation Network. In 2017 werd Okami HD uitgebracht voor de PC.

## Gameplay
De gameplay is een combinatie van actie-, platform- en puzzelgedeelten en is door veel recensenten vergeleken met The Legend of Zelda. Okami maakt gebruik van de celestial brush (een penseel), die je bestuurt door middel van de analoge stick. Dit is een vernieuwende methode die nog nooit eerder gebruikt is. Daarmee kan je de wereld bijvoorbeeld inkleuren of je vijanden door middel van 15 verschillende moves verslaan. De verschillende moves krijg je van collega-goden als je bepaalde quests heb voltooid. Later in de story mode zal je de moves ook moeten combineren. Je kan ook verschillende side-quests doen en de game op je eigen tempo spelen.

## Het verhaal
Het verhaal speelt zich af in een niet genoemd tijdperk ergens in de Japanse klassieke tijd, in het gebied Nippon.
Ōkami draait om de wolf Amaterasu (de Japanse zonnegodin), de reïncarnatie van de god Shiranui (de meest beoefende religie in Japan), die de wereld van Orochi(=demoon), een achtkoppige draak moet redden. Orochi was honderd jaar geleden verslagen door een plaatselijke held, met hulp van Shiranui, jouw voorganger. Hij werd toen opgesloten in een grot, maar die kon hem niet voor eeuwig opsluiten. Orochi heeft de natuur tot een minimum teruggedrongen met zijn slechte magische krachten. Jouw taak is om Orochi weer te verslaan en de natuur te herstellen. Je hebt daarbij een hulp die in je vacht woont en je helpt bij de opdrachten. Je moet de verschillende bondgenoten van Orochi verslaan en zo de kleuren weer terug in de wereld brengen. Dit doe je allemaal met de celestial brush, waarmee je ook puzzels oplost en nog veel meer. Met de side-quests verzamel je "Praise", waarmee je jouw skills beter kan maken. Het verhaal is gebaseerd op een aantal oude Japanse mythes.

## Muziek
Alle muziek in Ōkami is origineel en geïnspireerd door Japanse klassieke muziek. De muziek ontving veel lof in Japan en Amerika. Capcom heeft in Japan 5 soundtracks uitgebracht die elders ook geïmporteerd kunnen worden.

## Personages

### Hoofdpersonages
AmaterasuHet hoofdpersonage uit het spel is de wolf Amaterasu. Het is de godin van de zon in de gedaante van een witte wolf, met als doel de wereld te redden en de overige 13 celestial-brush technieken te hervinden, die 100 jaar geleden verloren raakten tijdens een gevecht met Orochi.
IssunVaak gezien als een insect, maar dit personage dat in de vacht van de wolf woont is eigenlijk een "ronddwalende artiest". Hij vergezelt Amaterasu om haar de overige 13 celestial-brush technieken te leren, als gids en als een komiek. Issun is gebaseerd op de "one-inch boy" uit oude Japanse volksverhalen en behoort tot de een ras genaamd Poncles.

### Terugkerende personages
BenkeiEen monnik en verzamelaar van zwaarden. Op het moment dat Amaterasu hem tegenkomt is hij op zoek naar het "levende zwaard" om toe te voegen aan zijn collectie als de 1000ste.
KaguyaEen "babe" (volgens Issun) met een doorzichtige helm vastgemaakt aan een grote stok van bamboe. Ze wordt gevonden bij haar adoptie vader Mr. Bamboo. Ze herinnert zich niks meer van haar verleden en is gebaseerd op Kaguya uit "Het verhaal van de bamboesnijder" uit de Japanse cultuur.
Oki (Okikurumi)Een strijder uit Kamui, het noordwestelijkste deel van Nippon. Hij is op een tocht om Kamui te redden van de 100-jaarlijkse eclips, die het stadje dreigt te bevriezen. Hij heeft een zwaard genaamd "Kutone" die, volgens hem, zilver zal gloeien zodra hij genoeg vijanden heeft vermoord.
ShiranuiEen witte wolf, die 100 jaar geleden Orochi versloeg en kort daarna stierf. Hij is later gereïncarneerd als het hoofdpersonage. Shiranui speelt niet alleen een grote rol in het zijverhaal "de Legende van Orochi", maar ook in het slot van de game.
SakuyaEen nimf die Amaterasu, 100 jaar na de oorlog weer tot leven wekte. Sakuya's kersenbloesems hebben de kracht om verloekte zones (als Amaterasu de "bloom-brush" techniek gebruikt) te genezen.

## Ontvangst
Ōkami is erg goed ontvangen bij de pers in Amerika en Japan, maar net als spellen als Ico slaat het spel niet aan bij het Amerikaanse mainstream publiek. In Japan was het spel wel populair mede te danken aan het feit dat het spel veel Japanse invloeden heeft.
Beoordelingen
- 1UP.com: 9/10
- EDGE 9/10
- Electronic Gaming Monthly: 9.0, 9.0, en 9.5 /10 ('Gold' rating)
- Famitsu: 39/40
- G4's X-Play 5/5
- Game-Revolution: "A".
- GameInformer: 9.5/10 (Second opinion: 9.5/10)
- GamePro: 5/5
- GamerNode: 9.4 /10
- GameSpot: 9.0/10
- GameSpy: 5/5
- Hardcore Gamer Magazine: 5/5
- IGN: 9.1/10
- Mario Wii: 9/10
- Official PlayStation Magazine UK: 9/10
- PSM: 9.5/10
- Play: 10/10
- Mansized: 5/5
- OPM Benelux: 96/100
- Power Unlimited: 94/100
- GamersNET: 9.7/10

Vanaf 15 november was de overall score op GameRankings voor Ōkami 93%.
Prijzen
- Game Informer: October 2006 Game of the Month
- PSM: 2006 Game of the Year
- IGN:
- 2006 Overall Game of the Year
- 2006 Adventure Game of the Year (Overall and PS2)
- 2006 Best Artistic Design (Overall and PS2)
- 2006 Best Story (Overall and PS2)
- 2006 Most Innovative Design (Overall and PS2)
- October 2006 Game of the Month
- Game Revolution: Best game of 2006
- Electronic Gaming Monthly: September 2006 Game of the Month
- GameSpot: Best Graphics (Artistic) of 2006 [2]
- Gametrailers Best PS2 game of 2006

## Trivia
- Het spel is opgenomen in het boek 1001 Video Games You Must Play Before You Die van Tony Mott.